# Rolândia
Rolândia, amtlich portugiesisch Município de Rolândia, ist eine brasilianische Gemeinde im Bundesstaat Paraná.
Die Einwohner werden „Rolandenser“ (rolandenses) genannt. Die Einwohnerzahl wurde nach der Schätzung des IBGE vom 1. Juli 2020 auf 67.383 Bewohner anwachsend berechnet. Die Fläche beträgt rund 459 km²; die Bevölkerungsdichte liegt bei 126 Personen pro km². Sie ist Zentrum der Metropolregion Londrina (Região Metropolitana de Londrina) mit rund 1,1 Millionen Einwohnern.

## Die Gründung von Rolândia
Ursprünglich für deutsche Landlose vorgesehen, kauften der deutsche Tropenlandwirt Oswald Nixdorf (1902–1981) und Hermann von Freeden im Auftrag der Berliner GWS (Gesellschaft für Wirtschaftliche Studien in Übersee) 1932 fruchtbaren Urwald von der britischen Siedlungsgesellschaft Paraná Plantations Ltd. und gründeten für 400 deutsche Familien die Siedlung „Roland“ oder brasilianisiert: „Rolândia“, die bald zum Ziel von Erich Koch-Weser und anderen Flüchtlingen vor dem Nationalsozialismus wurde, ab 1935 auch vieler Juden.

„Verschiedene Einwanderungswellen kamen in Rolandia zusammen: Zunächst war da die Emigration von deutschen Kleinbauern (im Schatten der Weltwirtschaftskrise), ergänzt durch Migranten aus Südbrasilien (Nachfahren von bereits im 19. Jahrhundert in Südbrasilien angesiedelten deutschstämmigen Bauern). Hinzu kam der Zuzug von arbeitsuchenden brasilianischen Landarbeitern und japanischen und italienischen Siedler-Kontingenten. Bald gesellten sich hierzu die Wellen von späten jüdischen, politischen und auch einigen sozialkatholisch konfessionellen Exilanten aus Nazi-Deutschland, „kurz vor Torschluss“ (Professoren, Anwälte, Wirtschaftsführer).“

Diesen überwiegend gutbürgerlichen Hintergrund vieler Emigranten aus Deutschland beschreibt auch Max Hermann Maier:

„Überhaupt spiegelt sich in unserer Gegend ein Stück Emigrationsgeschichte. Unter der älteren Generation befanden sich Juristen verschiedener Stellung vom Doctor juris bis zum Reichsjustizminister, Richter, Anwälte, Ärzte, Lehrer, Kaufleute, Geistliche, der Leiter einer Weltfirma und einige Berufslandwirte. Unter der jüngeren Generation gab es kleine Kinder, Schüler, Studenten, Referendare und Berufs-Anfänger.“

Eine etwas andere Aufschlüsselung der deutschen Emigranten stammt von Geert Koch-Weser, dem Sohn von Erich Koch-Weser. Er hat die Zusammensetzung der 400 Siedler wie folgt aufgeschlüsselt: „Nach Rolândia kamen ca. 400 deutsche Familien. Darunter waren 80 jüdische Familien, von denen zehn von Hitler als Volljuden bezeichnet wurden, zehn politisch aktive und 45, die zum Katholizismus konvertiert waren.“

Nach 1933 stellte Rolândia eine bedeutende deutschsprachige Siedlung in Südamerika dar. Dass das möglich wurde, beruhte auf einigen geschickt eingefädelten Dreiecksgeschäften: 

„Erich Koch-Weser zog viele Andere nach. Er fand einen Modus, um späten jüdischen Emigranten trotz des Verbots der Vermögensmitnahme zum Weg ins Brasilianische Exil und zum Landerwerb in Rolandia zu verhelfen. Dies geschah mittels eines Tauschgeschäftes, das er gemeinsam mit dem Kolonieleiter Oswald Nixdorf und dem ebenfalls exilierten, ehemaligen Zentrums-Abgeordneten Johannes Schauff konzipiert hatte. Es war ein Tauschgeschäft, an dem auch das Naziregime unter dem Gesichtspunkt der Wirtschafts- und Beschäftigungsförderung interessiert war: Mit den Mitteln jüdischer Auswanderer wurde in Deutschland Eisenbahnmaterial für die britische Kolonisationsgesellschaft in Brasilien erworben. Im Gegenzug bekamen die jüdischen Auswanderer bei ihrer Ankunft in Rolandia Urwaldland von der Kolonisationsgesellschaft.“

Direkt profitiert von diesem Dreiecksgeschäft, an dessen Abwicklung auch das Hamburger Bankhaus Warburg beteiligt gewesen sein soll, haben 145 Personen. Koch-Weser erinnerte aber daran, was zusätzlich noch notwendig war, damit aus der Urwaldkolonie ein sicherer Hafen für die vielen Flüchtlinge werden konnte:

„Der letztendliche Erfolg gründete auf einem extrem entbehrungsreichen Anfang. Da gab es die kaum nachvollziehbaren, traumatischen Seiten des Exils, Existenznot, ungewisse Zukunftsperspektiven, und vor allem die grausige Abgeschnittenheit von Kommunikation und das Unwissen über die Kriegsereignisse- und Verfolgungsschicksale von Angehörigen und Freunden. […] Land wurde erst nach und nach in härtester Arbeit gerodet und landwirtschaftlich erschlossen. Einkünfte waren minimal. Es gab keine Elektrizität, kein Telefon, kein Radio. […] Medizinische Versorgung war, wenn überhaupt, äußerst prekär. Krankenhäuser wie auch Einkaufsmöglichkeiten und Schulen lagen fernab. Insekten waren eine Plage, und Gelbfieber und Malaria existierten dort noch.“

## Der lange Schatten der NSDAP
Obwohl der größte Teil der deutschen Siedler Flüchtlinge aus dem Deutschen Reich waren, gab es doch Versuche, aus Rolândia eine Art ‚deutsche Mustersiedlung‘ zu machen. Auch Oswald Nixdorf wird eine Nähe zur NSDAP nachgesagt. Die lokale NSDAP-Leitung in Curitiba „imaginierte Rolândia als künftige arische Siedlung. Der liberale Koloniegründer Oswald Nixdorf war dem politischen Druck aus Deutschland gewichen. Denn die Siedlungsgesellschaft, die Rolândia gegründet hatte, wurde gleichgeschaltet. Nixdorf trat der Partei bei und ließ die Hakenkreuzflagge hissen. Der Siedler Erich Becker, so wurde berichtet, habe dann vor ihr ausgespuckt und »armes verlogenes Deutschland« geflucht, als er daran vorüberging. Konsequenzen hatte dies für die jüdische Bevölkerung zum Glück keine.“
1935 wurde in Rolândia eine deutsche Schule errichtet. Dass dies für die Nazis eine bedeutende Sache war, macht ein Bild deutlich, das auf einer heute noch die Nazis verherrlichenden Website zu sehen ist: Es zeigt eine sehr große Freiluftbühne, die reich mit Hakenkreuzen geschmückt ist. Den drei oder vier Rednern auf der Tribüne lauscht eine Menge, die angesichts des noch jungen Rolândias beeindruckt. Das Bild legt nahe, dass die Nazis auch in Rolândia über eine nicht geringe Zahl von Sympathisanten verfügt haben müssen.
Diese Schule bereitete auch noch in anderer Weise Probleme, wie Max Hermann Maier berichtet: „Da die deutsche Nazi-Regierung der damaligen deutschen Schule in Rolândia Zuschüsse gewährte, hat sie verlangt, daß die Schule an Feiertagen außer den brasilianischen Flaggen auch die deutsche Nationalflagge mit dem Hakenkreuz zeige. Auch dadurch wurden Verstimmungen hervorgerufen.“
Ernsthaft in Rolândia Fuß zu fassen, ist den Nationalsozialisten aber nicht gelungen, wenngleich es innerhalb der Siedlung doch gewisse Ausgrenzungen gab: „Die deutsche Siedlung begann zu wachsen: Geteilt durch einen Fluss, mit überwiegend jüdischen Siedlern auf der einen Seite; auf der anderen Seite deutsche Siedler, die aus Südbrasilien gekommen waren, viele von ihnen Nazis.“ Bei Koch-Weser hört sich das versöhnlicher an: „Es gab einzelne Sympathisanten, aber keine Gruppe aktiver Nazis. Die Siedlung war sehr unabhängig und auch gerade von jüdischen oder katholischen Emigranten geprägt.“ Möglicherweise ist dieser Blick aber auch der Rolle des eigenen Großvaters geschuldet, über den Gerrit Dworok schreibt: „In den politischen Grabenkämpfen, die innerhalb der deutschen Siedlergemeinschaft geführt wurden, verhielt sich Koch-Weser nach Möglichkeiten neutral. Bezüglich der Auseinandersetzung zwischen nationalsozialistisch gesinnten und anti-nationalsozialistischen Siedlern vertrat er die pragmatische Auffassung, dass Politik die wirtschaftliche und strukturelle Entwicklung Rolândias nicht behindern dürfe. Besonders in dieser Hinsicht war er eine Integrationsfigur für das Wohl der Kolonie, als deren ‚prominentester Bewohner‘ er galt. Er wurde ‚sowohl unter den Gegnern des Nazi-Regimes als auch unter denen, die dem Regime politisch und ideologisch nahestanden‘ als Autorität anerkannt und nutzte diese Stellung ganz bewusst, um zwischen den ‚Konfliktparteien zu vermitteln‘ sowie die Interessen der deutschen Siedler nach dem Kriegseintritt Brasiliens auf Seiten der Anti-Hitler-Koalition zu wahren.“
Doch auch in anderen Quellen wird der Rolle der Nationalsozialisten in Rolândia eher wenig Bedeutung beigemessen: „Die Zahl der organisierten Nationalsozialisten überschritt auch in den 30er-Jahren nie die Einstelligkeit, als die damaligen Reichsfahnen bei jeder Gelegenheit in Rolândia zu sehen waren. Dennoch waren die Spannungen nicht zu übersehen, die 1936 schließlich zur Ablösung Nixdorfs als Siedlungsleiter führten.“ Peter Mainka geht ebenfalls davon aus, dass es nur eine „NSDAP-Ortsgruppe mit acht Mitgliedern gegeben hat“.
1943, mit Verleihung der Stadtrechte, wurde aus Rolândia zwangsweise „Caviuna“. 1947 erhielt die Stadt den Namen „Rolândia“ zurück. Nach dem Ende des Zweiten Weltkrieges diente auch Rolândia entkommenen Funktionsträgern des NS-Systems vorübergehend als Unterschlupf (→ Rattenlinien). Koch-Weser geht allerdings davon aus, dass Rolândia „auch nach dem Krieg - anders als Paraguay - nicht der Ort [war], an den viele Nazi-Flüchtlinge kamen, allenfalls einzelne“. Den gab es dafür ganz in der Nähe: „Ab 1942 wurde in der Nähe eine weitere Kolonie gegründet. Bekannt als El Dorado, hatte sie ein schlossartiges Gebäude in der Mitte, umgeben von Wachtürmen, Stacheldraht und Dschungel. Ein sicherer Hafen für die Nazi-Elite.“

## Rolândias Pioniere und deren Nachfahren
- Geert Koch-Weser[20] (* 1905), Sohn von Erich Koch-Weser, Agrarexperte und ausgebildeter Landwirt. Er hatte ein agrarwissenschaftliches Studium mit der Promotion bei Professor Friedrich Aereboe abgeschlossen.[21] Er ist der Vater von:
  - Caio Koch-Weser (* 1944), brasilianisch-deutscher Finanzexperte
- Heinrich Kaphan (1893–1981) und Käte Kaphan (1906–1995)
- Max Hermann Maier[22] (* 25. Juni 1891 in Frankfurt am Main; † 24. August 1976 in Rolândia)[23] und seine Frau Mathilde hatten 1935 durch Vermittlung von Erich Eyck die Kaphans kennengelernt. Die beiden Familien beschlossen, gemeinsam Land in Brasilien zu erwerben und eine Farm zu betreiben. die spätere Fazenda Jaù. Während die Kaphans schon 1936 nach Brasilien reisten, kamen die Maiers erst im Dezember 1938 nach.
Der Frankfurter Rechtsanwalt „Max Hermann Maier (born in Frankfurt am Main in 1891) was the son of Hermann Maier, director of the Frankfurt branch of the Deutsche Bank. He was a soldier in World War I. After the war he worked as a lawyer in Frankfurt am Main. In 1936 Maier became the legal advisor of the "Hilfsverein der deutschen Juden" in Hesse and organized Jewish emigration. In 1938 he emigrated to Brazil.“[24]. Max Hermann Maier starb 1976 in Rolândia.[25] Sein Buch, Ein Frankfurter Rechtsanwalt wird Kaffeepflanzer im Urwald Brasiliens, schildert anschaulich seine Emigrationsgeschichte und die Anfangsjahre und -schwierigkeiten in Rolândia.
Maiers Ehefrau Mathilde (genannt Titti, * 14. Juni 1896 als Mathilde Wormser in Dinslaken – 1997), eine Nachfahrin von Seckel Löb Wormser, war eine promovierte Botanikerin und Autorin des Buches Alle Gärten meines Lebens, Knecht Verlag, Frankfurt am Main, 1978, ISBN 978-3-7820-0410-7. In der Deutschen Nationalbibliothek befindet sich der Reisepass von Mathilde Maier[26], ausgestellt am 15. August 1938. Er enthält das brasilianische Visum vom 17. September 1938, ausgestellt vom Brasilianischen Konsulat in Frankfurt am Main.
Zu den beiden Maiers liegen inzwischen die Ergebnisse umfangreicher Recherchen vor, die die Sektion Frankfurt des Deutschen Alpenvereins (DAV) im Rahmen ihres Projekts Spurensuche Nationalsozialismus. Sie gehören zu uns – verfolgte und ermordete Mitglieder des Alpenvereins in Frankfurt am Main erarbeitet hat.[27]
Die Maiers wurden bei ihrer Emigration begleitet von der in ihrem Haushalt lebenden Nichte Margarethe, Gretel, Maier (* 25. Februar 1921). Diese hatte 1938 am Bodensee auf dem von Erich Bloch betriebenen Michaelshof in Gaienhofen-Horn eine gartenbauliche Ausbildung angefangen. Sie verließ 1945 nach Kriegsende Rolândia und zog zu ihren beiden Geschwistern Hanna und Heiner/Henry in die USA. Gretel Maier wohnte bis zu ihrem Tod in Pasadena (Kalifornien) und arbeitete dort im erzieherischen Bereich. Sie war eines der ersten Mitglieder des US Peace Corps und arbeitete für diese Organisation in Tansania.[28]
- Hans Rosenthal (* 27. August 1919 in Wetzlar; † 1973 in Rolândia) kam 1938 vom Lehrgut Groß Breesen nach Rolandîa. 1939 folgte ihm aus Berlin seine Frau, Inge M. Rosenthal (1915–1999). Nach seiner Ankunft fand Hans Rosenthal zunächst Unterkunft auf der „Fazenda Jaú“ und wurde von „Heinrich Kaphan, dem Besitzer und einzigen Landwirt von Haus aus, in die Schule genommen. Später, unter Kaphans Leitung, übernahm er Verwaltungen in näherer und weiterer Entfernung.“ Die eigene Fazenda, die Hans Rosenthal dann aufbaute, nannte er „Fazenda Nova Breesen“.[29]
- Willy Marckwald (1864–1942), deutscher Chemiker
- Johannes Schauff (1902–1990), deutscher Politiker
- Hermann Miguel Bresslau (* 8. Juli 1915 in Straßburg). Bresslau machte 1934 in Köln das Abitur. Im Dezember des gleichen Jahres emigrierte die sechsköpfige Familie (Vater Dr. med. Ernst Bresslau, Mutter Louise Bresslau-Hoff und drei weitere Kinder) nach Brasilien. Bresslau studierte in Brasilien Landwirtschaft und war von 1937 bis 1941 Pächter der auf Viehzucht und Käserei spezialisierten Fazenda do Caete. 1941 wurde er Verwalter und Mitinhaber der Fazenda Balú in Rolândia.
Bresslau hatte verschiedene Ämter in Kommissionen, Gesellschaften und Stiftungen in Rolândia inne, und war ab 1970 Wahlkonsul der Bundesrepublik Deutschland. Er lebte weiterhin in Rolândia.
Seit 1940 ist Bresslau mit der 1915 in São Paulo geborenen Maria José Ribeiro Carneiro, einer Volksschullehrerin, verheiratet. Das Paar hat eine leibliche Tochter und hat zudem den 1945 in Rolândia geborenen Reinhart Johannes Georg Kirchheim adoptiert.[30]
- Joachim Schlange-Schöningen, der Sohn des unter Brüning für den Siedlungsplan politisch verantwortlichen Ministers Hans Schlange-Schöningen[31], kam 1933 nach Rolândia, wo sein Vater bereits 1932 Farmland erworben hatte.[32]
- Hans Kirchheim (1903–1993), der 1936 die Textilfabrik seines Vaters verkaufen musste, und seine Frau Hildegard, eine promovierte Medizinerin, bauten die Fazenda Bimini auf.[31] Dieser Name der Fazenda war eine Hommage an die unvollendete Verserzählung Bimini von Heinrich Heine.[33]
Hans Kircheim, der in Rolândia als „Onkel John“ („tio João“) bekannt war, hatte bereits 1968 die „Escola Roland“ gegründet. Durch sie sollte vor allem mit der Sprache der Kunst die menschliche Sensibilität für eine größere Wertschätzung der Natur gefördert werden.[34]
Ende 2011 lebte noch Ruth, die Tochter der Gründer, auf der Farm, die während einer Deutschlandreise den Künstler Ferdinand Steidle geheiratet hatte. Deren Sohn, Daniel Steidle, und seine Frau Dora waren nun die Betreiber der Farm. 1975 beendeten starke Fröste den Kaffeeanbau auf der Fazenda, und es folgten wirtschaftlich schwierige Jahre. 1993 entschloss sich die Familie zu einem großen Aufforstungsprojekt. Vier Jahre später begann die Partnerschaft mit Embrapa, wofür die Fazenda Bimini einen Teil ihres Landes zur Verfügung stellte. Es entstanden drei Arboreten mit etwa 400 Arten. Es ist das zweitgrößte seiner Art in Brasilien. Die Steidles entwickelten drumherum ein Zentrum für Umweltbildung, das sich auch internationaler Beachtung erfreut.[33]
- In Rolândia geboren und aufgewachsen sind die Brüder Alexandre Cecil Georg von Treuenfels (*1 954) und Adrian von Treuenfels (* 1957). Sie sind die Söhne von Hans Artur von Treuenfels (* 1924 in Berlin), der eine Fazenda in Rolândia besaß und dort auch deutscher Honorarkonsul war.
Adrian von Treuenfels lebt in der benachbarten Stadt Arapongas, wo er seit vielen Jahren die 1978 gegründeten Fazenda Solana leitet.[35]
 Auf der Fazenda baut der Pharmakonzern Boehringer Ingelheim Medizinpflanzen an, unter anderem für das Heilmittel Buscopan.[36] Das Unternehmen nimmt für sich in Anspruch, auf einer Gesamtfläche von 16.300.000 m², darunter 200 ha Waldgebiet mit einheimischen Arten und ein Stausee von 130.000 m², „Landwirtschaft mit konkreten Maßnahmen für die Erhaltung des Bodens und des Wassers“ zu betreiben.[37]
 Adrian von Treuenfels ist der derzeitige deutsche Honorarkonsul in Rolândia.[38] Am 10. Juli 2015 wurde er mit dem Bundesverdienstkreuz ausgezeichnet.[39]
 Alexandre von Treuenfels war zunächst einige Jahre als diplomierter Agronom tätig (Südamerika, Afrika) und ließ sich ab 1983 an der Kunstakademie „Escola Panamericana de Arte“ in São Paulo ausbilden. Als Maler beteiligte er sich an zahlreichen Ausstellungen in Brasilien, bevor ihn eine Einladung von Rudolf-August Oetker nach Baden-Baden führte. Seit 1993 hat er sein Atelier in Hamburg.[40]
- Hans Kopp (* 1899 in Österreich; † 1991 in Rolândia) gilt als Rolândias erster Fotograf und kam schon nach dem Ersten Weltkrieg nach Brasilien. Er lebte im Norden Paranás und dokumentierte hier die Entstehung der neuen Ansiedlungen. Seine Aufnahmen, die besonders die Geschichte von Rolândia und Londrina dokumentieren, lagerten lange in einem vergessenen Koffer, bevor die Familie ihre Auswertung erlaubte. Dies geschah 2011 mit der Arbeit von Cássia Maria Popolin: From Áustria to Paraná: the images of Hans Kopp trajectory, the first photographer from Rolândia (PR) / Da Áustria ao Paraná: a trajetória imagética de Hans Kopp, primeiro fotógrafo de Rolândia (PR).
 In Rolândia ist eine Straße nach Hans Kopp benannt: Rua Hans Kopp, Rolândia. (Lage)
Hans Kopp arbeitete als Fotograf zeitweilig auch als Angestellter der Landgesellschaft, der Companhia de Terras Norte do Paraná (der Tochterfirma der Paraná Plantations Ltd).

## Rolândia nach dem Zweiten Weltkrieg
Nach dem Krieg profitierte Rolândia von dem weltweiten Kaffeeboom, wodurch die Gegend über Nacht recht wohlhabend wurde und sich Infrastruktureinrichtungen leisten konnte. Der Kaffeeanbau im Staat Paraná ist heute allerdings längst Geschichte, denn durch die Abholzung des Urwaldes breiteten sich von Süden her Kältewellen aus, die den frostempfindlichen Kaffeepflanzen keine Überlebenschancen ließen.
Seit November 1957 steht als Spende von Bremer Kaffee-Kaufleuten eine Nachbildung des Bremer Roland im Vier-Fünftel-Maßstab in Rolândia, die an die bremische Heimat Koch-Wesers und Nixdorfs erinnert, die dem Ort den Namen „Roland“ gaben. Ebenfalls den deutschen Einwanderern zuzuschreiben ist das jährliche Oktoberfest, in den neunziger Jahren eines der wichtigsten deutschen Volksfeste in Brasilien. Doch mit der deutschen Kultur, wie sie manches pseudodeutsche Ambiente vorgaukelt, können viele der „Roländer“ nichts mehr anfangen, und deutsche Runden werden mehr und mehr zu Rentnertreffs. Für die junge Generation ist Deutschland unendlich fern. „Wenn in Rolândia noch jemand Deutsch spricht, dann sind es wir Alten. In der zweiten Generation verstehen die meisten zwar die Sprache, sprechen sie aber nicht sonderlich gut. Und unsere Enkel wollen von Deutschland überhaupt nichts mehr wissen.“
Der Roland in Rolândia wurde mit Spenden von Bremer Unternehmen mehrmals restauriert, zuletzt im Februar 2008. Seit April desselben Jahres weisen Eisenguss-Tafeln auf Portugiesisch und Deutsch auf die Bedeutung der Statue für die Geschichte der Stadt hin.
1999 wurden Aspekte der Rolândia-Besiedelung in dem Dokumentarfilm Flucht in den Dschungel von Michael Juncker dargestellt. Mit dem im Juni 2008 erschienenen Buch „Roland und Rolândia im Nordosten von Paraná“ gibt es erstmals eine wissenschaftliche Gesamtdarstellung der Geschichte Rolândias.
Der Ort ist mit dem Verein Nacional Atlético Clube Rolândia in der Fußballliga von Paraná, der Campeonato Paranaense, vertreten.
Am Rande der Stadt liegt mit CERVIN eines der bekanntesten Drogentherapiezentren von Brasilien. Hier finden Kinder, Jugendliche und Erwachsene eine Zufluchtstätte im Kampf gegen ihre Drogensucht. Der CERVIN wurde am 28. Februar 1985 von Manfred Gumbel, Missionar der Marburger Brasilienmission, gegründet.

## Bürgermeister (Prefeitos)
- Ari Correia Lima (28. Januar 1944 bis 5. März 1945)
- Ivahy Martins (5. März 1945 bis 8. Juli 1945)
- João Jesus Neto (8. August 1946 bis 2. Dezember 1946)
- Adalberto Junqueira da Silva (3. Dezember 1946 bis 10. April 1947)
- Domingos Oliveira Neves (23. April 1947 bis 9. Dezember 1947)
- Adalberto Junqueira da Silva (11. Dezember 1947 bis 9. Dezember 1951)
- Pedro Liberti (9. Dezember 1951 bis 12. Januar 1955)
- Primo Lepre (9. Dezember 1955 bis 12. September 1959)
- Amadeu Puccini (9. Dezember 1959 bis 9. Dezember 1963)
- José Maria Galvão (1. Februar 1969 bis 30. April 1969)
- Horácio Cabral (31. Juli 1969 bis 10. Dezember 1970)
- Pedro Scoparin (10. Dezember 1970 bis 31. Januar 1973)
- Orlandino Almeida (31. Januar 1973 bis 1. Februar 1977)
- Pedro Scoparin (1. Februar 1977 bis 10. Mai 1982)
- Yukimassa Nakano (10. Mai 1982 bis 1. Februar 1983)
- Eurides Moura (1. Februar 1983 bis 31. Dezember 1988)
- José Perazolo (31. Dezember 1988 bis 31. Dezember 1992)
- Leonardo Casado (31. Dezember 1992 bis 31. Dezember 1996)
- José Perazolo (31. Dezember 1996 bis 1. Januar 2001)
Der zweimalig Bürgermeister (1989–1992; 1997–2000) ist am 8. April 2008 im Alter von 58 Jahren verstorben.
- Eurides Moura (1. Januar 2001 bis 31. Dezember 2008)
- João Ernesto Johnny Lehmann (1. Januar 2009 bis 30. April 2015), bei den Kommunalwahlen 2012 erneut wiedergewählt für die Amtszeit 2013 bis 2016
Die Vorfahren des 64-jährigen Zahnarztes und Kaufmanns João Ernesto Johnny Lehmann und die seiner Stellvertreterin Sabine Giesen kommen aus Deutschland. Es ist das erste Mal, dass die in den 1930er-Jahren von Bremern gegründete Gemeinde von Deutschstämmigen geführt wird.
- José de Paula Martins, interimistisch (30. April 2015 bis 21. Dezember 2015)
- Luiz Francisconi Neto, bekannt als Dr. Francisconi (21. Dezember 2015 – aktuell)

## Persönlichkeiten der Nachkriegszeit
- Caio Kai Koch-Weser (* 1944), Finanzexperte, Vizepräsident und geschäftsführender Direktor der Weltbank, Finanzstaatssekretär der deutschen Bundesregierung
- Elifas Andreato (* 1946), Grafikdesigner und Illustrator
- Dr. Rosinha (eigentlich Florisvaldo Fier, * 1950), Arzt und Politiker, Mitbegründer der Regierungspartei PT
- Nedson Luiz Micheleti (* 1957), Soziologe und PT-Politiker, Bürgermeister von Londrina
- Anderson Herzer (Sandra Mara Herzer, 1962–1982), transsexueller Schriftsteller
- Thomas Traumann (* 1967), Journalist und Politiker, Regierungssprecher und Minister unter Präsidentin Dilma Rousseff
- William Júnior Salles de Lima Souza (* 1983), Fußballspieler
- Vitor Hugo Gonçalves (* 1987), Fußballspieler
- Rafael Silva (* 1987), brasilianischer Judoka, gewann in London 2012 die erste olympische Schwergewichts-Goldmedaille für Brasilien.

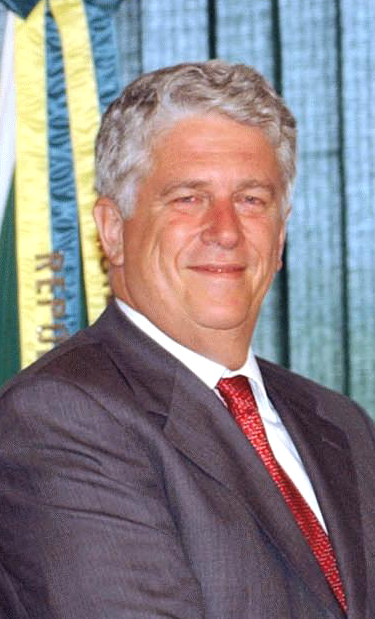
Caio Koch-Weser (2003)
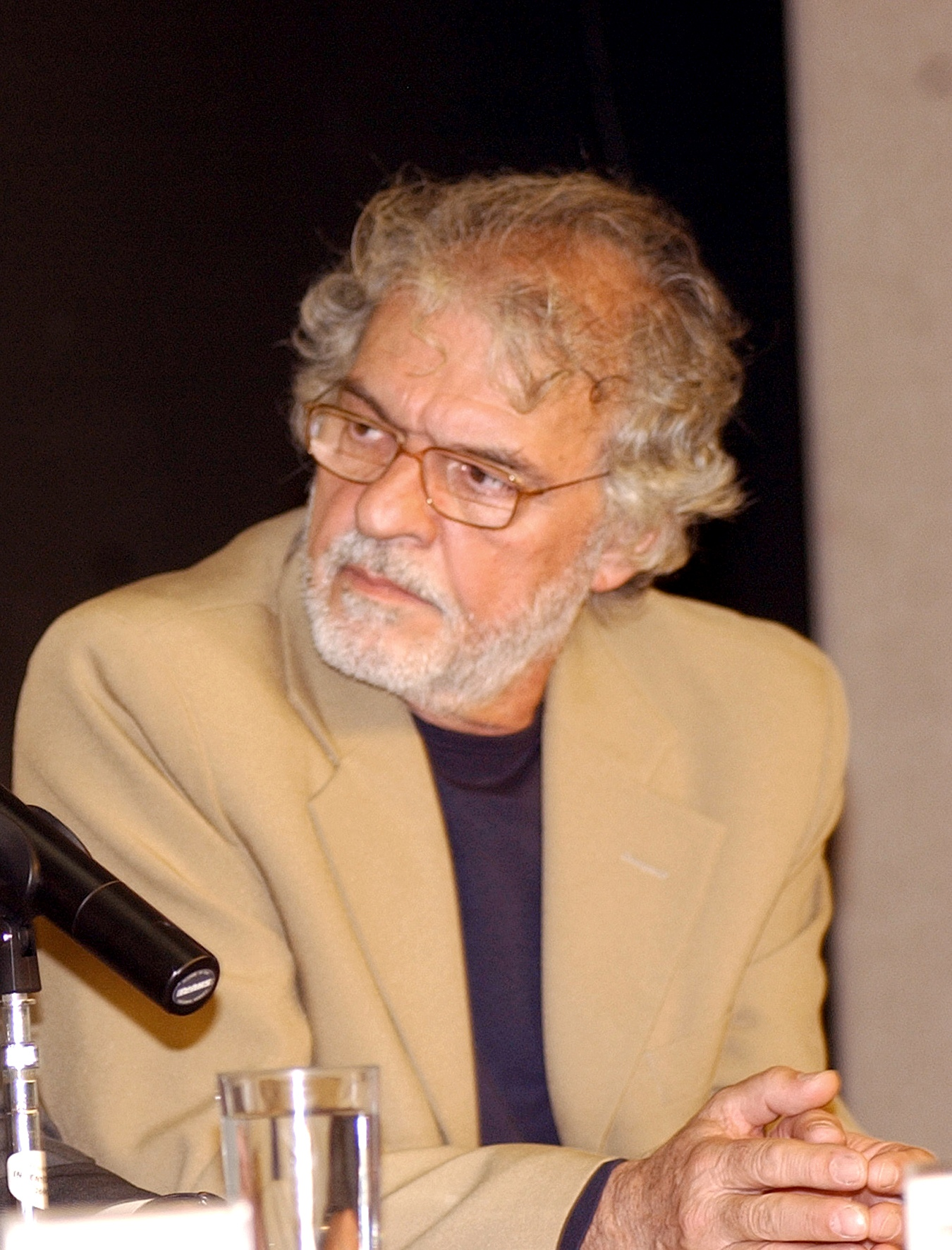
Elifas Andreato (2006)
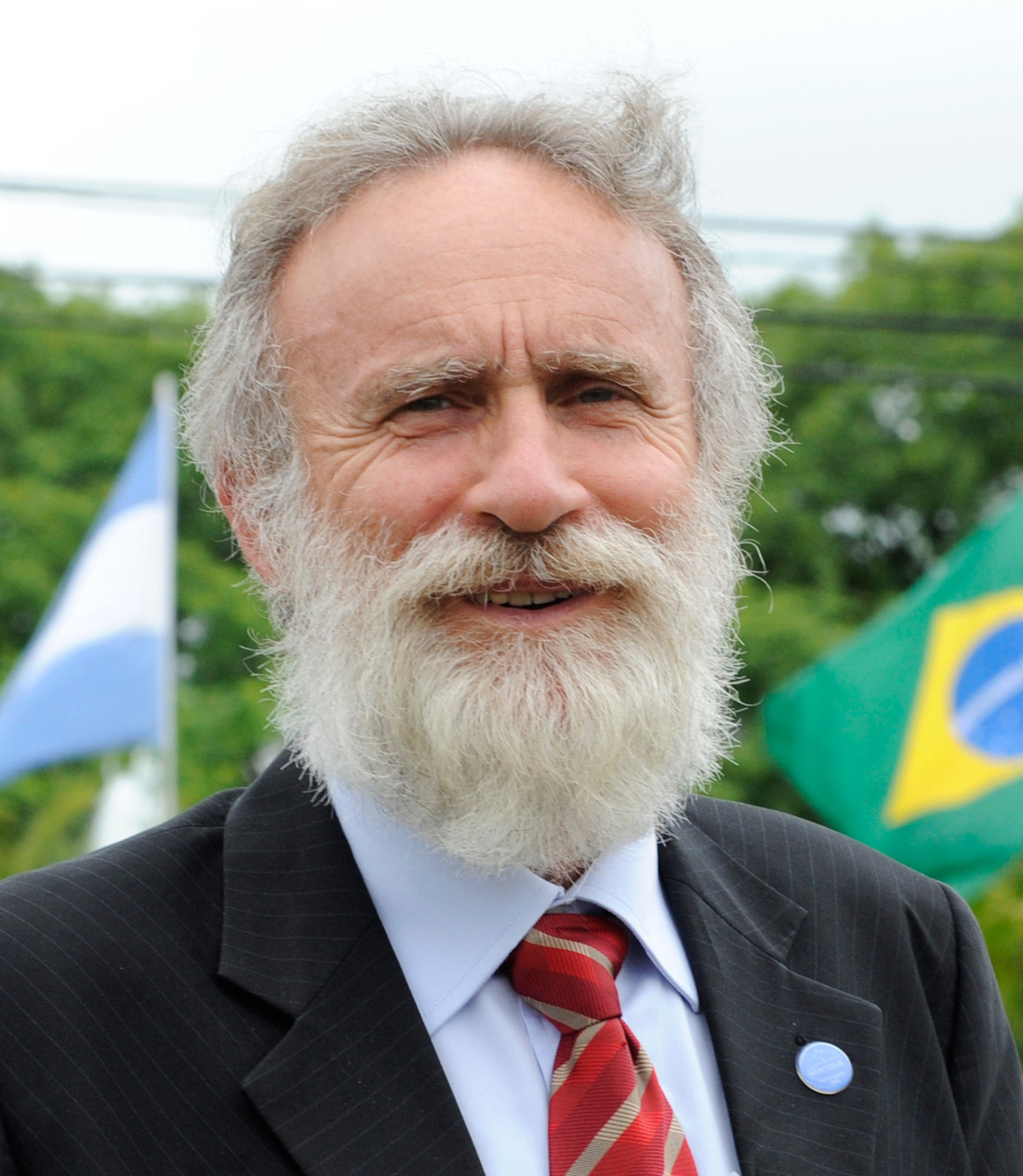
Dr. Rosinha (2010)
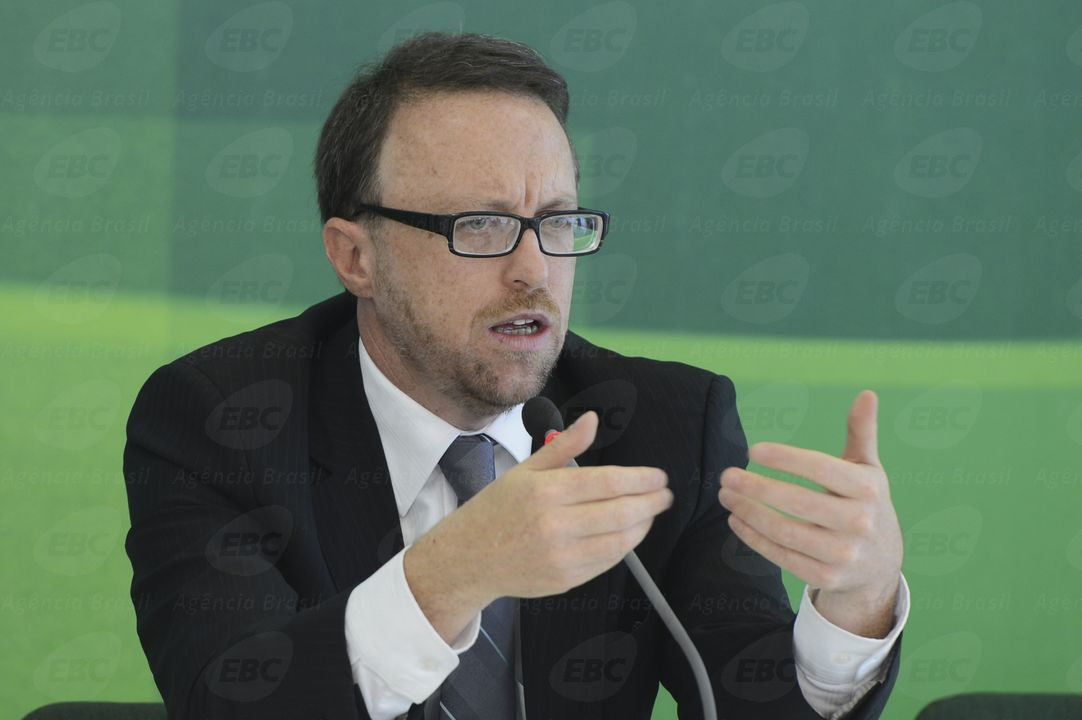
Thomas Traumann (2015)
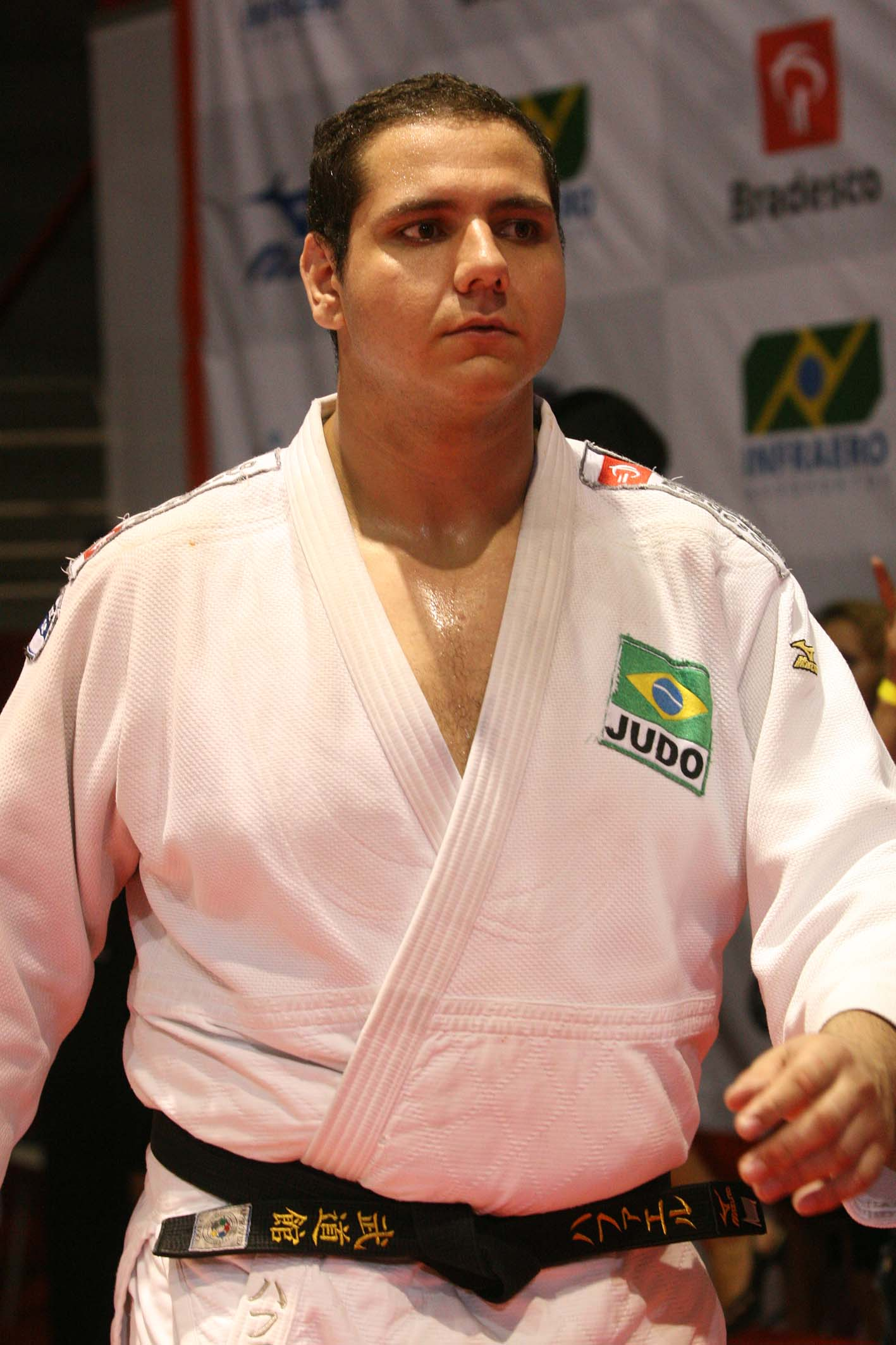
Rafael Silva (WM 2011)

### Sachbücher
- Peter Johann Mainka: Roland und Rolândia im Nordosten von Paraná, Gründungs- und Frühgeschichte einer deutschen Kolonie in Brasilien (1932–1944/45). Editora UNESP Cultura Acadêmica, Martius-Staden-Institut, São Paulo 2008.
- Oswald Nixdorf: Pionier im brasilianischen Urwald. Die abenteuerreiche Geschichte der deutschen Siedlung Rolandia. Horst Erdmann Verlag, Tübingen 1979.
- Friedrich Prüser: Roland und Rolandia. Zur Aufrichtung eines Bremer Rolandes im brasilianischen Rolandia. Internationale Verlagsgesellschaft Robert Bargmann, Bremen 1957.
- Bernd Breunig: Die Deutsche Rolandwanderung (1932–1938). Soziologische Analyse in historischer, wirtschaftlicher und politischer Sicht. Nymphenburger, München 1983, ISBN 3-485-03088-0 (Dissertation bei Lothar Bossle).[43]
- Daniel Veith: Die Situation der deutschen Sprache in Nord-Paraná. Bilanz einer sprachsoziologischen Feldstudie in Rolândia. Associação Teuto-Brasileira do Norte do Paraná, Londrina 2006.
- Käte Kaphan: Immigration into the Brazilian Jungle abgedruckt in: Katherine Morris: Odyssey of exile: Jewish women flee the Nazis for Brazil. Wayne State University Press, Detroit 1996.
- Dieter Marc Schneider: Johannes Schauff (1902–1990). Migration und ‚Stabilitas‘ im Zeitalter der Totalitarismen. Oldenbourg, München, 2001, ISBN 978-3-486-56558-4 (Volltext digital verfügbar).
- Maria Luiza Tucci Carneiro: Weltbürger. Brasilien und die Flüchtlinge des Nationalsozialismus, 1933–1948, LIT, Wien / Zürich / Berlin / Münster 2014, ISBN 978-3-643-90369-3 (Google Buch).
- Gerrit Dworok: Erich Koch-Weser (1875–1944) – ein liberaler Patriot. In: Gerrit Dworok und Christina Schäfer (Hrsg.): Fragmente zur Geschichte des 19. und 20. Jahrhunderts, minifanal.de; Bonn 2016, ISBN 978-3-95421-105-0, S. 99 ff. (Google Buch).
- Max Hermann Maier: Ein Frankfurter Rechtsanwalt wird Kaffeepflanzer im Urwald Brasiliens. Bericht eines Emigranten 1938–1975. Josef Knecht, Frankfurt am Main 1975, ISBN 3-7820-0341-1.
- Gudrun Fischer: „Unser Land spie uns aus.“ Jüdische Frauen auf der Flucht vor dem Naziterror nach Brasilien, Verlag Olga Benario und Herbert Baum, Offenbach 1998, ISBN 978-3-932636-33-2.

### Romane und Erzählungen
- Luis S. Krausz: Bazar Paraná. Benvirá Editorial, São Paulo, 2015, ISBN 9788582402214. Zu diesem in portugiesischer Sprache erschienenen Buch heißt es in einer Rezension: „Von zahlreichen Exkursen begleitet, dreht sich die Handlung des Romans um zwei Ehepaare, Hinrichsen und Maier, auf halber Strecke zwischen historischer Realität und Fiktion. Geschildert wird der rührende Versuch dieser jüdischen Emigranten, ihr städtisches Leben und ihre Kultur in den brasilianischen Urwald hinüberzuretten. […] Doch die tropische Idylle ist bedroht: die Kinder ziehen aus, die Termiten fressen sich durch die Schränke, Briefmarkensammlungen, alte Bilder und Porträts von Theodor Herzl vergilben und sind bald nicht mehr zu sehen. Auch die Generation der Pioniere wird vom Zahn der Zeit nicht verschont: trotz gesunder Lebensweise und pietistischer Einkehr wird dem ersten Bypass bald ein zweiter folgen und der Verkauf der kleinen Farmen ist nur eine Frage der Zeit. Übrig bleiben die Friedhöfe, deren Grabsteine - in lutherischer Strenge gehalten - hie und da noch einen Judenstern aufweisen als Hinweis auf eine alles andere als freiwillige Auswanderung von Frankfurter Rechtsanwälten, Journalisten aus Hannover oder Landwirten aus Breslau in das Hinterland von Paraná. Mit viel Liebe zum Detail schildert der Erzähler die Versatzstücke deutschen Alltags, die das Leben in diesem abgelegenen Winkel der Erde erträglicher machen sollen.“[44]
- Lucius de Mello: A Travessia da Terra Vermelha. Uma Saga dos Refugiados Judeus no Brasil, Novo Século, São Paulo, 2007, ISBN 9788576791089. Das Buch erzählt die Geschichte der Stadt Rolandia.[45] Dieser historische Roman beschreibt das Leben der deutschen jüdischen Flüchtlinge in den 1930er und 1940er Jahren, die sich in der Wildnis von Paraná in Südbrasilien lebten und dem Hitler-Regime entkamen. Für diesen Roman interviewte der Autor direkte Nachkommen dieser Pioniere in Brasilien und in Deutschland.[46]